# バリン
バリン（valine、略称:ValまたはV） は、α-アミノ酸の1種で、側鎖にイソプロピル基を持つ。2-アミノイソ吉草酸とも呼ばれる。吉草根（valerian, セイヨウカノコソウの根）が名前の由来である。
ロイシンやイソロイシンと同様に、疎水性アミノ酸、非極性側鎖アミノ酸に分類される。L-バリンは20のタンパク質を構成するアミノ酸のうちの1つで、必須アミノ酸である。コドンはGUU、GUC、GUAとGUGがある。無極性物質である。糖原性を持つ。
鎌状赤血球症は、ヘモグロビン中で親水性アミノ酸であるグルタミン酸がバリンに置き換わることによって折りたたみ構造に変化が起きることが原因である。

## 構造
IUPACによると、カルボキシ基に結合している炭素原子を1として4や4'の炭素原子にメチル基が結合している。2位の炭素は不斉炭素となっており、光学異性体が存在する。

## 利用
バリンを多く含む食品として、カッテージチーズ、魚、鶏肉、牛肉、ラッカセイ、ゴマ、レンズマメが挙げられる。
タバコ製造業の上位5社の1994年の報告によると、バリンは紙巻タバコへの599の添加物のうちの1つである。他の添加物と同様、添加の目的は明らかにされていない。

## 生合成
植物で、解糖系の中間体であるピルビン酸から、アセト乳酸シンターゼ (EC 4.1.3.18 = EC 2.2.1.6)、ケトール酸レダクトイソメラーゼ (EC 1.1.1.86)、ジヒドロキシ酸デヒドラターゼ (EC 4.1.2.9) の作用により合成される 中間体のα-ケトイソ吉草酸が、ロイシンアミノトランスフェラーゼ (EC 2.6.1.6) の作用によりグルタミン酸からのアミノ基転移を受けて合成される。最初の部分の過程はロイシンの合成と同じである。
1. EC 4.1.3.18: ピルビン酸 → 2-アセト乳酸 + CO2
2. EC 1.1.1.86: 2-アセト乳酸 + NADPH + H+ → 2,3-ジヒドロキシイソ吉草酸 + NADP+
3. EC 4.1.2.9: 2,3-ジヒドロキシイソ吉草酸→ 2-オキソイソ吉草酸 + H2O
4. EC 2.6.1.6: 2-オキソイソ吉草酸 + L-グルタミン酸 → L-バリン + 2-オキソグルタル酸

この反応に関わる酵素には次のようなものがある。
1. アセト乳酸シンターゼ（英語版）
2. アセトヒドロキシ酸イソメロリダクターゼ
3. ジヒドロキシ酸デヒドラターゼ（英語版）
4. バリンアミノ基転移酵素

## 代謝性疾患
バリン分解は以下の代謝性疾患で障害される。
- マロン酸およびメチルマロン酸尿合併症 (CMAMMA)
- メープルシロップ尿症
- メチルマロン酸血症
- プロピオン酸血症

## 合成
ラセミ体のバリンはイソ吉草酸のブロモ化とそれに続く、α-ブロモ体のアミノ化反応によって合成できる。
HO2CCH2CH(CH3)2  +  Br2   →    HO2CCHBrCH(CH3)2  +  HBr
HO2CCHBrCH(CH3)2  +  2 NH3   →    HO2CCH(NH2)CH(CH3)2  +  NH4Br